# Xã Burnside, Quận Webster, Iowa
Xã Burnside (tiếng Anh: Burnside Township) là một xã thuộc quận Webster, tiểu bang Iowa, Hoa Kỳ. Năm 2010, dân số của xã này là 316 người.